# Balthazar Grill
Andreas Balthazar Grill, född 3 oktober 1857  i Lerbäcks socken, Örebro län, död 10 augusti 1942 i Djursholm, Danderyds församling, Stockholms län var en svensk industriman.
Balthazar Grill var son till Andreas Grill. Efter mogenhetsexamen i Örebro 1876 studerade Grill vid Uppsala universitet 1876–1878 och erhöll därefter praktisk utbildning som bankman i bland annat Stockholm och Hamburg. 1888–1890 var han först privatsekreterare hos vapenfabrikanten Thorsten Nordenfelt i London och därefter anställd vid Nordenfelt Guns and Ammunition Company limited i London, den stora firman för kulsprutetillverkning enligt Nordenfelts patent. Återkommen till Sverige knöts Grill till Gysinge bruk som chef för dess kontor i Stockholm. 1896–1916 var han VD för AB Gerh. Arehns Mekaniska Verkstad. Under Grills ledning upparbetades detta företag i hög grad och firmans automatmaskiner erhöll internationellt anseende och exporterades i alla delar av världen. Grill var 1896–1932 även styrelseledamot i bolaget. I Djursholm var han vice ordförande i kommunalnämnden 1903–1913 och tillhörde stadsfullmäktige 1903–1917. Han var ledamot av styrelsen för bland annat Uppsala-Gäfle järnvägsaktiebolag 1910–1933. Balthazar Grill är begravd på Djursholms begravningsplats.